# 23e congresdistrict van Californië
Het 23e congresdistrict van Californië, vaak afgekort als CA-23, is een kiesdistrict voor het Amerikaanse Huis van Afgevaardigden. Het huidige district is een lange, smalle strook langs de Grote Oceaan in Zuid-Californië die delen omvat van de county's Ventura, Santa Barbara en San Luis Obispo. Grote steden in dit district zijn Santa Barbara, San Luis Obispo, Ventura en Oxnard. 98% van de bevolking woont in een stedelijke omgeving.
De vorm van het district is een voorbeeld van gerrymandering waarbij de extreem smalle kuststrook verenigd wordt in een één gebied. Het district heeft daardoor onder andere de bijnaam "Ribbon of Shame" gekregen. Een voordeel is wel dat de gemeenschappelijke belangen van de kiezers (bijvoorbeeld wat visserij betreft) op die manier beter behartigd kunnen worden.
Sinds 2003 vertegenwoordigt de Democrate Lois Capps het district. Het 23e district geldt als een stevig Democratisch bastion. In de presidentsverkiezingen van 2008 behaalde senator Barack Obama hier 65,3%. In 2004 won John Kerry het district met 58,3%. Ook in 2000 scoorde de Democratische kandidaat, Al Gore, beter dan de Republikein George W. Bush, met 48,2 tegen 46,9%.

## Toekomst
Het 23e district werd door na de volkstelling van 2010 hertekend door een onafhankelijke commissie. De huidige afgevaardigde, Lois Capps, zal in de congresverkiezingen van 2012 opkomen in het hertekende 24e district. Door de hertekening zijn Capps' kansen op herverkiezing kleiner geworden, wat haar een doelwit maakt van Republikeinse kandidaten.